# Ozarba boursini
Ozarba boursini är en fjärilsart som beskrevs av Emilio Berio 1940. Ozarba boursini ingår i släktet Ozarba och familjen nattflyn. Inga underarter finns listade i Catalogue of Life.